# Annie Affleck
Pour les articles homonymes, voir Affleck.
Annie Emma, Lady Thompson, née Affleck le 26 juin 1845 à Halifax (Nouvelle-Écosse) et morte le 10 avril 1913 à Toronto (Ontario), est une personnalité canadienne, femme du Premier ministre du Canada Sir John Thompson en fonction de 1892 à 1894.